# Miloš Kössler
Miloš Kössler (Praga, 19 de junho de 1884 – Praga, 8 de fevereiro de 1961) foi um matemático tcheco.
Foi palestrante convidado do Congresso Internacional de Matemáticos em Toronto (1924).